# Nagy Kati (rendező)
Nagy Kati (névváltozata: Nagybaczoni Nagy Kati; korábbi neveː Pesty-Nagy Kati; Budapest, 1975. március 18. –) magyar rendező. Válása után , és Szülei halálát követően Édesapja születési nevét használja, azaz Nagybaczoni Nagy Katiként ír, rendez, publikál, Édesapja iránti tiszteletét kifejezve.

## Életpályája
1975-ben született. Édesapja Nagy Ferenc karmester volt. 1989–1993 között az Eötvös József Gimnázium tanulója volt. 1993-tól a Madách Színházban dolgozott színészként és rendezőasszisztensként. Itt sokat tanult Kerényi Imre rendező-igazgatótól. 1999–2004 között a Színház- és Filmművészeti Egyetem rendező szakos hallgatója volt, Szinetár Miklós osztályában. 2004-től több színházban és produkcióban is dolgozik. Rendezett Debrecenben, Kecskeméten, Kaposváron, Tatán, Tatabányán, Békéscsabán, főrendezője volt a Király Színháznak, 2010. óta számos darab szerzőjeként is jelentkezik, ebből az egyik legfontosabb a Vörös Rébék musicalballada, de Rost Andrea életpályáját is költői színmű keretében írja meg, a Díva és a Férfi(ak) címmel. Jelenleg a Színház- és Filmművészeti Egyetem művésztanára, gyakorlati és elméleti tárgyakat is oktat. Korábban tanított a Kaposvári Egyetem látványtervező szakán. A Pesti Broadway Stúdió tanára volt.
Férje Pesty László publicista volt.